# Клэйдон, Ханна
Ханна Рэйчел Клэйдон (англ. Hannah Rachel Claydon, родилась 13 марта 1985 в Уэйкфилде) — британская фотомодель. Известна благодаря низкому росту (152 см), но большой груди (размер 36DD).

## Биография
Фотомоделью стала в возрасте 16 лет, вышла в финал конкурса High Street Honeys от журнала FHM, ещё будучи школьницей и сдавая экзамены A-Level. Получила четыре отличные оценки на экзаменах, благодаря чему поступила в Оксфордский университет на факультет права, но вскоре предпочла карьеру модели.
Снималась для ряда журналов: Daily Star, Playboy, The Sun', Loaded, FHM, Maxim, Nuts, Score and Zoo. Стала звездой так называемой «третьей страницы» — «девушкой с обложки» британских журналов. Снимается для сайтов Babestation, Scoreland, Only Tease, для газет Daily Sport и Sunday Sport: те поместили фотографию Ханны на футболки регбийного клуба «Крейтон» (Камбрия, Англия). В настоящее время работает на крупнейшем британском телеканале для взрослых Babestation TV.
В интервью Daily Sport Ханна призналась, что сделала операцию по увеличению груди в 2004 году. Поддерживает футбольную команду «Лидс Юнайтед».